# جون الثاني، كونت درو
جان (جون) دي درو (بالفرنسية: Jean II de Dreux) (1309-1265) لُقب بـ جان الطيب؛ كان كونت درو وبرين، كان الأبن البكر لـ روبرت الرابع، كونت درو وبياتريس دي مونتفورت.
قاتل جان بجانب فيليب الرابع ملك فرنسا في حروبه مع فلاندرز؛ بما في ذلك حصار فيرن؛ كاسيل؛ وليل في 1297، وأيضا شارك في معركة الرماح الذهبية (بالقرب من كامبراي) بحيث كانت القوات الفرنسية تحت قيادة روبرت الثاني كونت أرتوا ولكنها انهزمت هزيمة غير متوقعة، وأيضا قاتل في معركة مونس-أون-بيقيل، وأيضا شارك في حصار ليل، وأيضا اختير كأحد سفراء الفرنسيين الذين تفاوضوا على إنهاء الحرب.

## الزواج والأبناء
- تزوج أولا من جين دي مونتبنسير؛ أنجبت له أربعة أبناء وأبنة؛ ثلاثة أبناء أصبحوا على التوالي كونتات درو:-
  - روبرت الخامس، كونت درو.
  - جان الثالث، كونت درو.
  - بيير، كونت درو.
  - سيمون.
  - بياتريس.
- ثم تزوج من برينيل دي سولي؛ وأنجبت له أبنة واحدة:-
  - جوان الثانية، كونتيسة درو؛ كانت آخر حاكمة من سلالة كابيتيون للمقاطعة.